# Belém (tiểu vùng)
Belém là một tiểu vùng thuộc bang Pará, Brasil. Tiều vùng này có diện tích 3130 km², dân số năm 2007 là 1858240 người.